# Добринка (Новосибірська область)
Добринка (рос. Добринка) — присілок у Чановському районі Новосибірської області Російської Федерації.
Входить до складу муніципального утворення Щегловська сільрада. Населення становить 69 осіб (2010).

## Історія
Згідно із законом від 2 червня 2004 року органом місцевого самоврядування є Щегловська сільрада.

## Населення
| 2002 | 2007 | 2010 |
| ---- | ---- | ---- |
| 89   | ↗90  | ↘69  |